# Anjesenamón
Anjesenamón fue la tercera de las seis hijas de Akenatón y de la Gran Esposa Real, Nefertiti. Su nombre, Anjesenamon, significa La que vive por Amón, aunque su nombre original, Anjesenpaaton significa La que vive por Atón.  

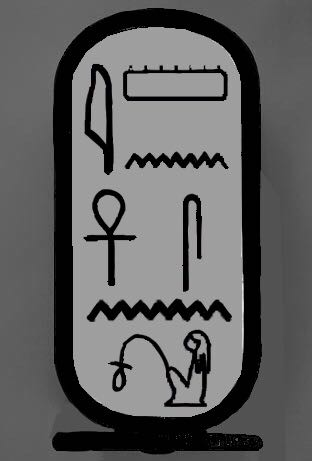
Representación del cartucho de Ankesenamen, o Anjesenamen (ˁnḫ-s-n-imn o "su vida es de Amón" o "ella vive por Amón").

## Biografía
Anjesenpaatón nació en una época en la que Egipto se encontraba en medio de una revolución religiosa sin precedentes (c. 1348 a. C.). Sus padres habían abandonado el culto principal a las antiguas deidades egipcias en favor de Atón , hasta entonces un aspecto menor del dios solar, caracterizado como el disco solar.
Se cree que nació en Tebas , alrededor del año 4 del reinado de su padre, pero probablemente creció en la ciudad de Aketatón (actual Amarna ), establecida por sus padres como la nueva capital del reino. Ella, junto con sus dos hermanas mayores, Meritatón y Meketatón , se convirtieron en las "princesas mayores" y participaron en numerosas funciones del gobierno y la religión junto a sus padres.
Tras la muerte de su madre, se cree que se casó primero con su propio padre, lo cual no era inusual en las familias reales egipcias. Se cree que fue la madre de la princesa Anjesenpaatón Tasherit (posiblemente por su padre o por Smenk ), aunque su linaje no está claro.
Tras la muerte de su padre y los breves reinados de Semenejkara y Neferneferuatón , se convirtió en la esposa de Tutankamón . Tras su matrimonio, la pareja honró a las deidades de la religión restaurada cambiando sus nombres a Tutankamón y Anjesenamón. Parece que la pareja tuvo dos hijas que nacieron muertas . Dado que la única esposa conocida de Tutankamón fue Anjesenamón, es muy probable que los fetos hallados en su tumba sean hijas suyas. En algún momento del noveno año de su reinado, alrededor de los 18 años, Tutankamón murió repentinamente, dejando a Anjesenamón sola y sin heredero, aproximadamente a los 21 años.
Un anillo de vidrio azul de procedencia desconocida, obtenido en 1931, representa el prenombre de Ay y el nombre de Anjesenamón entre cartuchos . Esto indica que Anjesenamón se casó con Ay poco antes de que ella desapareciera de la historia, aunque ningún monumento la muestra como su gran esposa real. En las paredes de la tumba de Ay, es Tey (la esposa mayor de Ay), y no Anjesenamón, quien aparece como su gran esposa real. Probablemente murió durante o poco después de su reinado, y aún no se ha encontrado su entierro.
Se encontró un documento en la antigua capital hitita de Hattusa, que data del período de Amarna. El documento, parte de las llamadas "Hazañas" de Suppiluliuma I, relata que el gobernante hitita, Suppiluliuma I, mientras asediaba Karkemish, recibió una carta de la reina egipcia. La carta dice:
Mi esposo ha muerto y no tengo hijos. Dicen de ti que tienes muchos hijos. Podrías darme a uno de tus hijos para que sea mi esposo. No quisiera casarme con uno de mis súbditos... Me temo.
Este documento se considera extraordinario, ya que los egipcios tradicionalmente consideraban inferiores a los extranjeros. Suppiluliuma I quedó asombrado y exclamó a sus cortesanos:
¡Nunca me había pasado algo así en mi vida!
Suppiluliuma envió un enviado a investigar y finalmente envió a uno de sus hijos, Zannanza, pero el príncipe murió en el camino, posiblemente asesinado.
La identidad de la reina que escribió la carta es incierta. En los anales hititas, se la llama Dakhamunzu, una transliteración del título egipcio, Tahemetnesu (La esposa del rey). Posibles candidatos para la autora de la carta son Nefertiti, Meritatón, y Ankhesenamun. En un principio pareció probable que Anjesenamón fuera la sucesora real, ya que no había candidatos reales para el trono tras la muerte de su marido, Tutankamón, mientras que Akenatón tenía al menos dos sucesores legítimos.[cita requerida] Pero esto se basaba en un reinado de 27 años para la última dinastía XVIII, el faraón Horemheb, que ahora se acepta que tuvo un reinado más corto, de solo 14 años. Dado que Nefertiti fue representada tan poderosa como su esposo en los monumentos oficiales, castigando a los enemigos de Egipto, el investigador Nicholas Reeves cree que podría ser la Dakhamunzu de la correspondencia de Amarna.  Esto haría que el difunto rey egipcio en cuestión pareciera ser Akenatón y no Tutankamón. Como se ha señalado, Akenatón tenía herederos potenciales, incluido Tutankamón, con quienes Nefertiti podría casarse. Sin embargo, otros investigadores se centran en la frase relativa al matrimonio con «uno de mis súbditos» («sirvientes») como una posible referencia al Gran Visir Ay o a un miembro secundario de la familia real egipcia, y en que Anjesenamón pudo haber sido presionada por Ay para casarse con él y legitimar su derecho al trono de Egipto (cosa que finalmente hizo).